# Santiago 5
El Santiago 5 es el quinto capítulo de la Epístola de Santiago del Nuevo Testamento de la Biblia cristiana. El autor se identifica como "Santiago, un sirviente de Dios y del Señor Jesucristo". La epístola ha sido tradicionalmente atribuida a Santiago el Justo, escrita en Jerusalén entre 48 d. C. y 61 d. C.. En contra de esta tesis algunos especialistas argumentan que se trata de un escrito seudoepigráfico, posterior al año 61. Este cuarto capítulo continúa en la línea de declaración de la libertad y humildad del capítulo 3, haciendo seguidamente un aviso hacia la riqueza.

## Texto
El texto original se escribió en griego de Koiné. Este capítulo está dividido en 17 versos.

### Atestiguaciones textuales
Algunos manuscritos tempranos que contienen el texto de este capítulo en griego son:
- Papiro 100 (siglo III tardío; versos extendidos 1-4; 9-17)[7]
- Códice Vaticanus (325-350)[7]
- Códice Sinaiticus (330-360)[7]
- Códice Alexandrinus (400-440)
- Códice Ephraemi Rescriptus (c. 450; extend: verso 1)
- Papiro 74 (siglo VII; completo)

Un manuscrito antiguo que contiene este capítulo en copto es el Papiro 6 (c. 350 d. C.; todos los versos).

## Contenido
- Amonestación a los ricos. Versículos 1-6
- Exhortación a la costancia: Versículos 7-11
- Doctrina sobre el juramento. Versículo 12
- Valor de la oración. Sacramento de la Unción de enfermos. Versículos 13-18
- Preocupación por los pecadores. Versículos 19-20

### Amonestación a los ricos. Versículos 1-6
1-Atended ahora los ricos: llorad a gritos por las desgracias que os van a sobrevenir. 
2-Vuestra riqueza está podrida, y vuestros vestidos consumidos por la polilla; 
3-vuestro oro y vuestra plata están enmohecidos, y su moho servirá de testimonio contra vosotros y devorará vuestras carnes como si fuera fuego. Habéis atesorado para los últimos días. 
4-Mirad: el salario que habéis defraudado a los obreros que segaron vuestros campos, está clamando; y los gritos de los segadores han llegado a los oídos del Señor de los ejércitos. 
5-Habéis vivido lujosamente en la tierra, entregados a los placeres, y habéis cebado vuestros corazones para el día de la matanza. 
6-Habéis condenado y habéis dado muerte al justo, sin que él os ofreciera resistencia.

#### Comentarios a los versículos 1-6
A este respecto, la Iglesia enseña que los bienes materiales deben servir al bien común y no convertirse en un obstáculo para la salvación. Todo lo que se posee en exceso tiene como destinatario natural a quienes carecen de lo necesario. El desprendimiento, la solidaridad y la caridad son virtudes esenciales para quienes tienen abundancia, pues estas riquezas deben ser empleadas en aliviar el sufrimiento y promover la dignidad de los más vulnerables. El Catecismo de la Iglesia Católica recalca que las riquezas no deben generar orgullo ni opresión, sino ser instrumentos para construir una sociedad más justa, guiada por el amor al prójimo.: 

tienen la obligación moral de no mantener capitales improductivos y, en las inversiones, mirar ante todo el bien común (…). El derecho a la propiedad privada no es concebible sin unos deberes con miras al bien común. Está subordinado al principio superior del destino universal de los bienes.

«Habéis atesorado para los últimos días» (v. 3). Se refiere al día del juicio, lo mismo que «el día de la matanza» del v. 5. El fraude del salario (v. 4) estaba ya condenado en el Antiguo Testamento. Es uno de los pecados que «claman al cielo», porque están como exigiendo con urgencia un castigo ejemplar; lo mismo afirma la Escritura del homicidio (cfr Gn 4,10), la sodomía  y la opresión de las viudas y huérfanos. Beda el Venerable entiende que «el justo» (v. 6) es Jesús (cfr In Epistolam Iacobi, ad loc.), que es el justo por excelencia. Se enseña así que en los más necesitados ha de verse al propio Jesucristo.

### Exhortación a la costancia: Versículos 7-11
7-Por tanto, hermanos, tened paciencia hasta la venida del Señor. Mirad: el labrador espera el fruto precioso de la tierra, aguardándolo con paciencia hasta recibir las lluvias tempranas y las tardías. 
8-Tened también vosotros paciencia, fortaleced vuestros corazones, porque la venida del Señor está cerca. 
9-No os quejéis, hermanos, unos de otros, para que no seáis juzgados; mirad que el Juez está ya a la puerta. 
10-Tomad, hermanos, como modelos de una vida sufrida y paciente a los profetas, que hablaron en nombre del Señor. 
11-Mirad cómo proclamamos bienaventurados a quienes sufrieron con paciencia. Habéis oído de la paciencia de Job y habéis visto el desenlace que el Señor le dio, porque el Señor es entrañablemente compasivo y misericordioso.

#### Comentarios a los versículos 7-11
Santiago renueva la exhortación a la paciencia con la que había comenzado la carta. Constituye una llamada a la serenidad en la esperanza hasta la venida del Señor: 

Decimos que el hombre posee su alma mediante la paciencia (cfr Lc 21,29), en cuanto que arranca de raíz la turbación causada por las adversidades que quitan el sosiego del alma.

«Habéis visto el desenlace que el Señor le dio» (v. 11). Según esta traducción, se refiere a que Job, superadas con paciencia las pruebas que el Señor permitió, recibió de Dios duplicados los bienes que había perdido. Otra posible traducción de la frase, aunque menos probable, sería: «Habéis visto el desenlace (o el fin) del Señor», refiriéndolo al ejemplo de paciencia que ofrece Jesucristo con su pasión y su muerte de Cruz. Así lo interpretan, por ejemplo, Beda el Venerable y Agustín de Hipona.

### Doctrina sobre el juramento. Versículo 12
12-Ante todo, hermanos míos, no juréis: ni por el cielo ni por la tierra, ni con cualquier otro juramento. Que vuestro sí sea sí y que vuestro no sea no, para que no incurráis en sentencia condenatoria.

#### Comentarios al versículo 12
Esta exhortación, en un tiempo en que fácilmente se abusaba del juramento, es un eco casi literal de las palabras del Señor: «Que vuestro modo de hablar sea: “Sí, sí”; “no, no”. Lo que exceda de esto, viene del Maligno»Mateo 5,37. 

La discreción del recurso a Dios al hablar va unida a la atención respetuosa a su presencia, reconocida o menospreciada en cada una de nuestras afirmaciones.

### Valor de la oración. Sacramento de la Unción de enfermos. Versículos 13-18
13-¿Está triste alguno de vosotros? Que rece. ¿Está contento? Que cante salmos. 
14-¿Está enfermo alguno de vosotros? Que llame a los presbíteros de la Iglesia, y que oren sobre él, ungiéndole con aceite en el nombre del Señor. 
15-Y la oración de la fe salvará al enfermo, y el Señor le hará levantarse, y si hubiera cometido pecados, le serán perdonados. 
16-Así pues, confesaos unos a otros los pecados, y rezad unos por otros, para que seáis curados. La oración fervorosa del justo puede mucho. 
17-Elías era un hombre de igual condición que nosotros; y rezó fervorosamente para que no lloviese, y no llovió sobre la tierra durante tres años y seis meses. 
18-Después rezó de nuevo, y el cielo dio lluvia y la tierra germinó su fruto.

#### Comentario a los versículos 13-18
La oración es necesaria y eficaz contra la tristeza (v. 13); la oración de los presbíteros junto con la aplicación del óleo a los enfermos cura el pecado y la enfermedad (vv. 14-15); la oración de unos por otros contribuye al reconocimiento («confesaos») y al perdón de los pecados (v. 16). El ejemplo de la poderosa oración de Elías lo confirma (vv. 17-18). El verbo griego que suele traducirse por «está triste alguno» (v. 13) incluye la idea de sufrir algún mal; de ahí que en la tradición espiritual se haya considerado la tristeza como una cierta enfermedad del alma. 

La tristeza es la escoria del egoísmo; si queremos vivir para el Señor, no nos faltará la alegría, aunque descubramos nuestros errores y nuestras miserias. La alegría se mete en la vida de oración, hasta que no nos queda más remedio que romper a cantar: porque amamos, y cantar es cosa de enamorados.

El Magisterio de la Iglesia señala que en este texto (vv. 14-15) es promulgado el sacramento de la Unción de los enfermos (cfr nota a Mc 6,6-13). 

El sacramento de la Unción de los enfermos tiene por fin conferir una gracia especial al cristiano que experimenta las dificultades inherentes al estado de enfermedad grave o de vejez.

Con esta unción y oración de los presbíteros, señala el Concilio Vaticano II, 

...toda la Iglesia encomienda a los enfermos al Señor sufriente y glorificado para que los alivie y los salve. Incluso los anima a unirse libremente a la pasión y muerte de Cristo y a contribuir, así, al bien del pueblo de Dios.

La gracia especial de este sacramento tiene como efectos: 

La unión del enfermo a la Pasión de Cristo, para su bien y el de toda la Iglesia; el consuelo, la paz y el ánimo para soportar cristianamente los sufrimientos de la enfermedad o de la vejez; el perdón de los pecados si el enfermo no ha podido obtenerlo por el sacramento de la penitencia; el restablecimiento de la salud corporal, si conviene a la salud espiritual; la preparación para el paso a la vida eterna.

La oración de intercesión del profeta Elías enseña el inmenso poder de la oración, eficaz también para conseguir la ayuda de Dios en las necesidades materiales.

### Preocupación por los pecadores. Versículos 19-20
19-Hermanos míos, si alguno de vosotros se desvía de la verdad y otro le convierte, 
20-sepa que quien convierte a un pecador de su extravío salvará su alma de la muerte y cubrirá sus muchos pecados.

#### Comentarios a los versículos 19-20
Termina con una alentadora llamada al celo apostólico, como manifestación de la verdadera caridad. 

Precia (Dios) más un alma que por nuestra industria y oración le ganásemos mediante su misericordia, que todos los servicios que le podemos hacer.